# Campionati del mondo di aquathlon del 2002
I Campionati del mondo di aquathlon del 2002 si sono tenuti a Cancún, Messico in data 2 novembre 2002.
Nella gara maschile ha vinto il neozelandese Kris Gemmel, mentre in quella femminile la brasiliana Sandra Soldan.

## Risultati

### Élite uomini
| Pos. | Nome               | Paese         | Totale   |
| ---- | ------------------ | ------------- | -------- |
|      | Kris Gemmell       | Nuova Zelanda | 00:29:35 |
|      | Andrey Glushchenko | Ucraina       | 00:29:36 |
|      | Filip Ospalý       | Rep. Ceca     | 00:29:54 |
| 4    | Joseph Umpehnour   | Stati Uniti   | 00:30:00 |
| 5    | Brent Foster       | Nuova Zelanda | 00:30:02 |
| 6    | Paulo Miashyro     | Brasile       | 00:30:11 |
| 7    | Leandro Macedo     | Brasile       | 00:30:25 |
| 8    | Csaba Kuttor       | Ungheria      | 00:30:27 |
| 9    | Eligio Cervantes   | Messico       | 00:30:28 |
| 10   | Dmitriy Gaag       | Kazakistan    | 00:30:41 |

### Élite donne
| Pos. | Nome            | Paese       | Totale   |
| ---- | --------------- | ----------- | -------- |
|      | Sandra Soldan   | Brasile     | 00:33:12 |
|      | Jill Savege     | Canada      | 00:33:23 |
|      | Lenka Radova    | Rep. Ceca   | 00:34:07 |
| 4    | Nina Anismova   | Russia      | 00:34:19 |
| 5    | Ewa Dederko     | Polonia     | 00:34:29 |
| 6    | Lucie Zelenkova | Rep. Ceca   | 00:35:08 |
| 7    | Gillian Moody   | Canada      | 00:35:13 |
| 8    | Renata Berkova  | Rep. Ceca   | 00:35:46 |
| 9    | Esther Aguayo   | Messico     | 00:35:49 |
| 10   | Patrice Carroll | Stati Uniti | 00:35:58 |

### Medagliere
| Pos. | Paese         | Oro | Argento | Bronzo |   |
| ---- | ------------- | --- | ------- | ------ | - |
| 1    | Nuova Zelanda | 1   | 0       | 0      | 1 |
| 1    | Brasile       | 1   | 0       | 0      | 1 |
| 3    | Ucraina       | 0   | 1       | 0      | 1 |
| 3    | Canada        | 0   | 1       | 0      | 1 |
| 5    | Rep. Ceca     | 0   | 0       | 2      | 2 |